# Брук, Уильям, 10-й барон Кобем
Уильям Брук (англ. William Brooke; 1 ноября 1527 — 6 марта 1597, Кобэм-холл, Кент, Королевство Англия) — английский аристократ, 10-й барон Кобем с 1558 года. Кавалер ордена Подвязки, лорд-смотритель Пяти портов, член Тайного совета.

## Биография
Уильям Брук родился в 1527 году в семье Джорджа Брука, 9-го барона Кобема, и Анны Брей. Он принадлежал к знатному роду, представители которого владели обширными землями в ряде графств (в Кенте, Девоне, Сомерсете) и носили баронский титул, унаследованный в XV веке от Кобемов. К 1544 году Уильям окончил Королевскую школу в Кентербери и колледж королевы в Кембридже, после чего отправился в континентальное путешествие. В 1547 году Брук был избран депутатом Палаты общин, в 1548 году был посвящён в рыцари-бакалавры. В 1551 году он был в составе посольства, направленного во Францию во главе с мужем его сестры Уильямом Парром, маркизом Нортгемптоном. В 1553 году сэр Уильям служил при дворе в качестве эсквайра при теле короля. О его поведении во время кризиса престолонаследия ничего не известно. В начале 1554 года, когда Томас Уайатт (двоюродный брат Уильяма) поднял мятеж, Брука, его братьев и отца заподозрили в причастности к этой акции, но позже помиловали.
В 1555 году сэр Уильям был снова избран депутатом парламента. В 1558 году, после смерти отца, он унаследовал семейные владения и баронский титул. В том же году Брук возглавил посольство в Нидерланды, которое известило испанского короля Филиппа II о кончине его супруги, королевы Англии Марии. При Елизавете I он сохранил высокое положение и получил ряд новых должностей: с декабря 1558 года был лордом-смотрителем Пяти портов, констеблем Дуврского замка и лордом-лейтенантом Кента, в 1578 и 1588 годах снова возглавлял посольства в Нидерланды, с 1585 года заседал в Тайном совете, с 1596 года занимал пост лорда-камергера. В 1584 году барон стал рыцарем-компаньоном ордена Подвязки, а в 1585 году — кавалером этого ордена.

## Семья
Сэр Уильям был женат первым браком на Доротее Невилл, дочери Джорджа Невилла, 3-го барона Абергавенни, и Мэри Стаффорд. В этом браке родилась дочь Фрэнсис, жена Томаса Коппингера и Эдмунда Бичера. После смерти Доротеи в 1559 году барон женился во второй раз — на Фрэнсис Ньютон, дочери сэра Джона Ньютона. В этом браке родились:
- Максимилиан (1560—1583);
- Фрэнсис, жена Джона Стортона, 9-го барона Стортона, и сэра Эдуарда Мура[6];
- Маргарет (1563—1621);
- Элизабет, жена Роберта Сесила, 1-го графа Солсбери[7];
- Генри (1564—1619), 11-й барон Кобем[2];
- Уильям (1565—1597);
- Джордж (1568—1603)[8].